# Andrea G. Pinketts
Andrea G. Pinketts, nom de plume d'Andrea Giovanni Pinchetti le 12 août 1961 à Milan en Lombardie et mort dans la même ville le 20 décembre 2018, est un journaliste et un écrivain italien, auteur de nombreux romans policiers.

## Biographie
Andrea Giovanni Pinchetti est né le 12 août 1961 à Milan, dans le quartier périphérique du Lorenteggio (it), où il a toujours vécu avec sa mère.
Dans sa jeunesse, il est modèle pour des romans-photos et, en 1986, pour une campagne publicitaire de la firme Armani. 
Il entre dans le journalisme en contribuant aux magazines italiens, notamment Gioia et Blitz. Il devient journaliste d'investigation et travaille pour les magazines Esquire et Panorama. Au cours de l'une de ses enquêtes, il est fait détective municipal de la ville de Cattolica et contribue ainsi à l'arrestation de 106 camorristes, en plus de participer à déterminer le profil  de Luigi Chiatti le « mostre de Foligno ». 
Pour les besoins de ses enquêtes journalistiques, il a également vécu parmi une secte de satanistes (les Enfants de Satan de Bologne) ou encore parmi les sans domicile fixe de la gare de Milan, toujours pour le besoin de ses reportages.
Écrivain, Andrea G. Pinketts publie des nouvelles dès les années 1980. À partir de 1992, il publie des romans qui racontent les enquêtes de Lazzaro Santandrea, son alter ego séducteur, grotesque et milanais. Avec Le Sens de la formule (Il senso della frase), le troisième titre de cette série policière, il remporte le prix Scerbanenco. On retrouve le personnage dans les cinq titres de l’auteur traduits à ce jour en France et publiés par la maison d’édition Rivages.
Il meurt des suites d'un cancer dans un hôpital de Milan le 20 décembre 2018.

## Œuvre
- 1992 :  Lazzaro, vieni fuori
- 1994 : Il vizio dell'agnello Publié en français sous le titre Le Vice de l’agneau, traduit par Gérard Lecas, Paris, Payot & Rivages, coll. « Rivages/Noir » no 408, 2001
- 1995 : Il senso della frase Publié en français sous le titre Le Sens de la formule, traduit par Gérard Lecas, Paris, Payot & Rivages, coll. « Rivages/Noir » no 288, 1998
- 1996 : Io, non io, neanche lui
- 1996 : Un saluto ai ricci, écrit en collaboration avec Silvia Noto
- 1998 : Il conto dell'ultima cena Publié en français sous le titre La madone assassine, traduit par Gérard Lecas, Paris, Payot & Rivages, coll. « Rivages/Thriller », 1999 ; réédition, Paris, Payot & Rivages, coll. « Rivages/Noir » no 564, 2005
- 1999 : E chi porta le cicogne?
- 1999 : L'assenza dell'assenzio Publié en français sous le titre L’Absence de l’absinthe, traduit par Gérard Lecas, Paris, Payot & Rivages, coll. « Rivages/Thriller », 2001
- 2000 : Il dente del pregiudizio
- 2001 : Fuggevole Turchese Publié en français sous le titre Turquoise fugace, traduit par Gérard Lecas, Paris, Payot & Rivages, coll. « Rivages/Thriller », 2005
- 2002 : Sangue di yogurt
- 2003 : Nonostante Clizia
- 2005 : L'ultimo dei neuroni
- 2005 : Laida Odius, écrit en collaboration avec Maurizio Rosenzweig
- 2006 : Ho fatto giardino
- 2007 : La fiaba di Bernadette che non ha visto la Madonna
- 2011 : Depilando Pilar
- 2012 : E l'allodola disse al gufo: «Io sono sveglia e tu?, écrit en collaboration avec Laura Avalle
- 2013 : Mi piace il bar
- 2014 : Ho una tresca con la tipa nella vasca
- 2016 : La capanna dello zio Rom